# Tezwa River
Tezwa River är ett vattendrag i Kanada.   Det ligger i provinsen British Columbia, i den sydvästra delen av landet, 3 800 km väster om huvudstaden Ottawa. Tezwa River ligger vid sjön Kitlope Lake.
I omgivningarna runt Tezwa River växer i huvudsak barrskog. Trakten runt Tezwa River är nära nog obefolkad, med mindre än två invånare per kvadratkilometer.